# Hatiora gaertneri

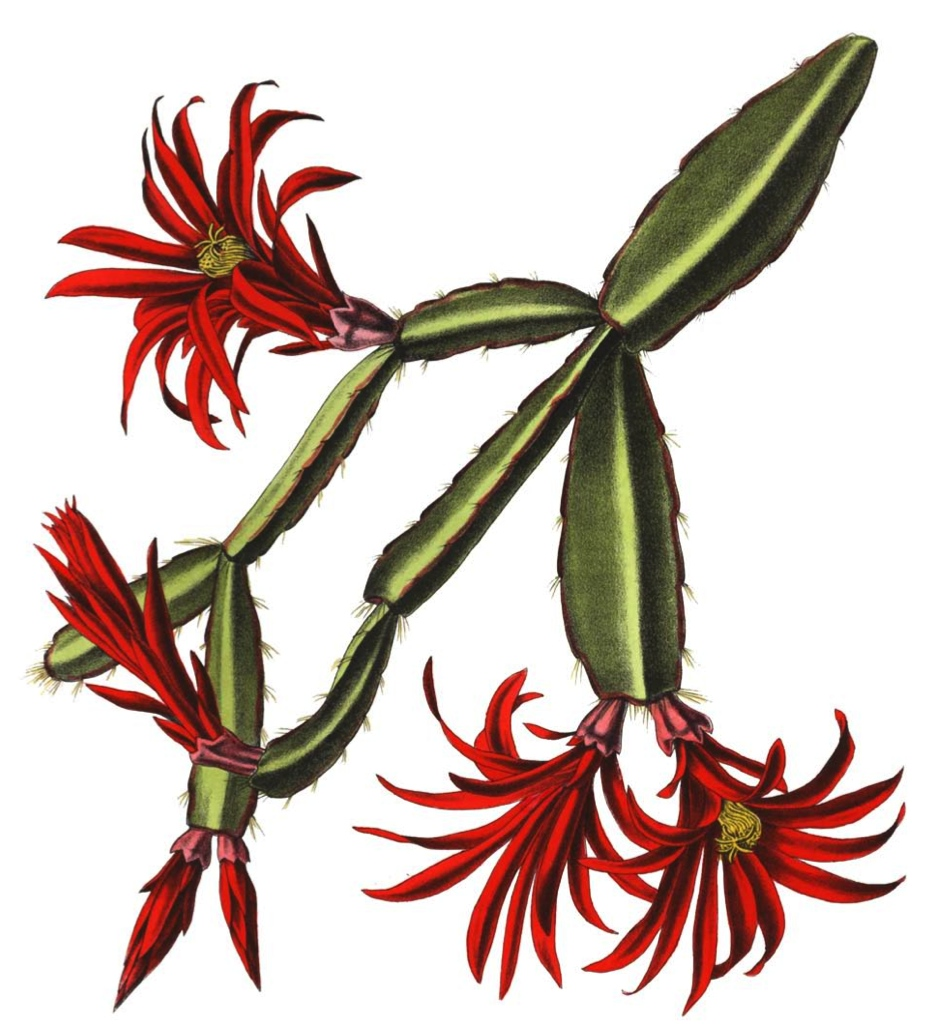
Il·lustració

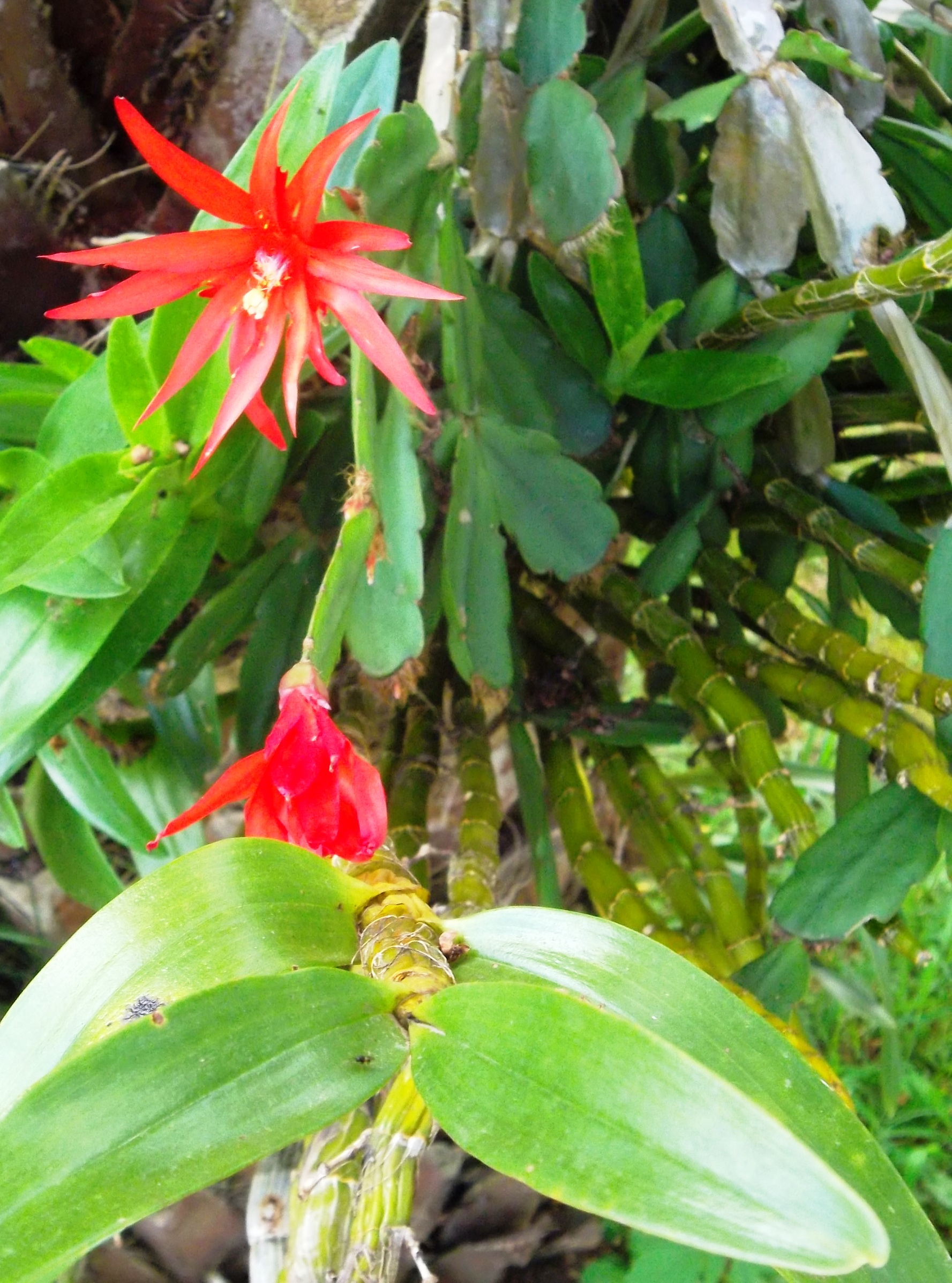
Vista de la planta

El cactus de pasqua o Hatiora gaertneri és una espècie botànica de plantes que pertany a la família de les cactàcies. És endèmica del Brasil. És una espècie comuna que s'ha estès per tot el món.

## Descripció
Hatiora gaertneri té un creixement arbustiu amb tiges penjants i molt ramificat. Té de tres a sis costelles, de color verd pàl·lid gairebé planes, però a vegades sovint de color vermellós en la primera unitat dels segments de 4 a 7 cm de llarg i de 2 a 2,5 centímetres d'ample. Les vores estan per sota són de color groc terrós amb truges en les arèoles i lleugerament dentats. Les flors en forma d'embut, de color escarlata fosc apareixen en els extrems de les tiges. Fan de 4-5 cm de llarg i tenen diàmetres de 4-7,5 centímetres. Els fruits són allargats i de color vermell.

## Distribució i hàbitat
Aquesta espècie és endèmica del Brasil, i creix als estats de Paranà, Rio Grande do Sul i Santa Catarina. Creixen a partir d'aproximadament 350 a 1300 msnm. Es troba en algunes àrees protegides, incloent-hi el Parque Estadual da Serra Funda i l'Horto Florestal de Ibirama.

## Taxonomia
Hatiora gaertneri va ser descrita per (Regel) Barthlott i publicat a The Cactaceae; descriptions and illustrations of plants of the cactus family 5: 100. 1987.
Etimologia
Hatiora: nom genèric atorgat en honor del matemàtic, astrònom i explorador anglès Thomas Harriot (1560-1621), en forma d'un anagrama del seu nom.
gaertneri epítet nomenat en honor de l'alemany Karl F. Gaertner a Blumenau.
Sinonímia
- Epiphyllum russellianum
- Schlumbergera gaertneri
- Rhipsalis gaertneri
- Epiphyllopsis gaertneri
- Rhipsalidopsis gaertneri[3]